# گریبلدی (اورگن)
گریبلدی (به انگلیسی: Garibaldi) شهری در شهرستان تیلموک ایالت اورگن است و در سرشماری سال ۲۰۱۱ میلادی، ۷۷۹ نفر جمعیت داشته که نسبت به سال ۲۰۱۰، ۰٫۷۷ درصد رشد جمعیت داشته‌است.